# 2S25 Sprout-SD
Le 2S25 Sprout-SD est un chasseur de chars amphibie russe basé sur le châssis du BMD-3. Entré en service dans l'armée russe en 2006, il est employé au sein des troupes aéroportées de la fédération de Russie.

## Opérateurs actuels
En Russie, les troupes aéroportées de la fédération de Russie disposent de 24 véhicules en service en 2009 avec une commande supplémentaire annulée en 2010. En 2023 les forces aéroportées disposent d'au moins 36 Sprout-SD.
En juillet 2020, on annonce une éventuelle commande 45 Sprout-SDM1 pour équiper un bataillon de l'armée indienne livrés entre 2021 et 2022.
En fin 2020, la version améliorée 2S25M Sprout SDM1 basée sur le châssis du BMD-4M est en cours d'essai.
En juin 2021, on annonce que le Sprout-SDM1 devait participer à des essais en Inde, à la fin de l'été.
En aout 2023, Rostec annonce que le Sprout-SDM1 a finalisé avec succès ses tests d'état et est entré en production. Les tests ont validé entre autres la capacité du Sprout a tirer avec son canon principal tout en étant sur l'eau et également sa protection contre certains types de mines.

## Caractéristiques
Le Sprout-SD est basé sur le châssis du véhicule de combat d'infanterie BMD-3, également fabriqué par l'usine de tracteurs de Volvograd. Le châssis a néanmoins été rallongé à la suite de l'ajout d'une paire de galets de roulement supplémentaire. Tout comme le BMD-3, cet engin blindé est amphibie, sans préparation et peut se déplacer dans une mer de force trois. Le Sprout-SD est également aérotransportable par avion de transport. 

### Armement
Le 2S25 Sprout-SD possède une tourelle biplace armée d'un canon 2A75 de 125 mm à faible effort de recul. Il possède un effort de recul moindre que le canon 2A46 (avec lequel il partage la même balistique) grâce à sa longueur de recul portée à 70 cm. Le 2A75 possède un débattement en site de -5° à +15° et est stabilisé en site et en gisement grâce à un système de stabilisation électro-hydraulique 2A64. 
Le système de chargement automatique comporte un carrousel installé au fond du panier de la tourelle. Il a une contenance de 22 munitions. Chaque munition de 125 mm est stockée en deux fardeaux (projectile et charge propulsive) dans une cassette amovible. Dix-huit autres munitions de 125 mm sont logées dans le châssis.
Une mitrailleuse coaxiale PKT de 7,62 mm est montée à gauche du canon de 125 mm, elle est alimentée par une bande de 2 000 cartouches.
Le 2S25M Sprout-SDM1 est équipé d'un tourelleau téléopéré armé d'une mitrailleuse PKTM. Il est asservi au viseur panoramique du chef de char.

### Moyens d'observation et conduite de tir
- Le tireur possède un viseur 1A40-1M intégrant une conduite de tir automatisée. Ce dernier est dérivé du 1A40-1 utilisé par le char T-72B. L'observation et le tir de nuit s'effectuent à l'aide d'un viseur ТО1-КО1Р fonctionnant à l'aide d'un système d'amplification de lumière résiduelle. Il possède un grossissement × 6.8.
- Le chef de char possède un viseur 1K13-3S qui permet le tir de missiles guidés antichars tirés par canon, il est équipé d'une voie jour et d'une voie nuit fonctionnant par amplificateur de lumière résiduelle. Il possède un grossissement × 8.

### Protection
La caisse et la tourelle du Sprout-SD sont faites de tôles en alliage d'aluminium ABT-102. Cet alliage à base d'aluminium, de zinc et de magnésium est également utilisé sur l'Objet 685, le BMP-3 et le BMD-3.
L'arc frontal de l'engin est protégé contre les obus perforants-incendiaires de 23 mm tirés à une distance de 500 m tandis que les flancs sont protégés contre les armes d'infanterie de moyen calibre et les éclats d'obus d'artillerie.
Deux batteries de trois lance-pots fumigènes de 81 mm sont montés de part et d'autre du canon de 125 mm. Un système de filtration et de pressurisation NRBC assure la survie de l'équipage.

### Versions
- 2S25 Sprout-SD (Objet 952) : modèle original basé sur le châssis du BMD-3, entré en service en 2006.
- 2S25M Sprout-SDM1 (Objet 952M) : version améliorée conçue sur le châssis du BMD-4M. Il possède un tourelleau téléopéré, le tireur dispose du viseur SOSNA-U et le chef de char un nouveau viseur panoramique. Ces deux viseurs combinent une voie jour et une voie thermique. Le canon de 2A75-1 est équipé du système de stabilisation 2A64M.

## Galerie

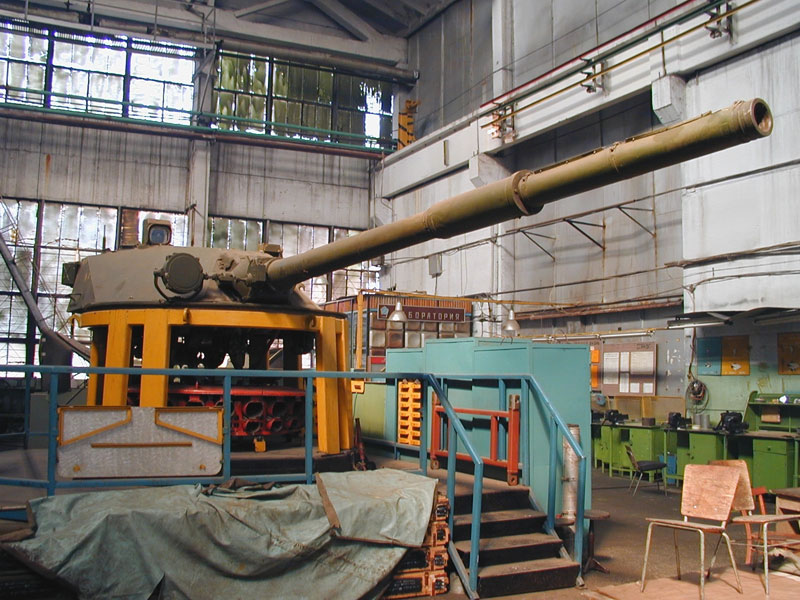
Assemblage d'une tourelle de 2S25 Sprout-SD dans une usine à Volgograd, en janvier 2006.
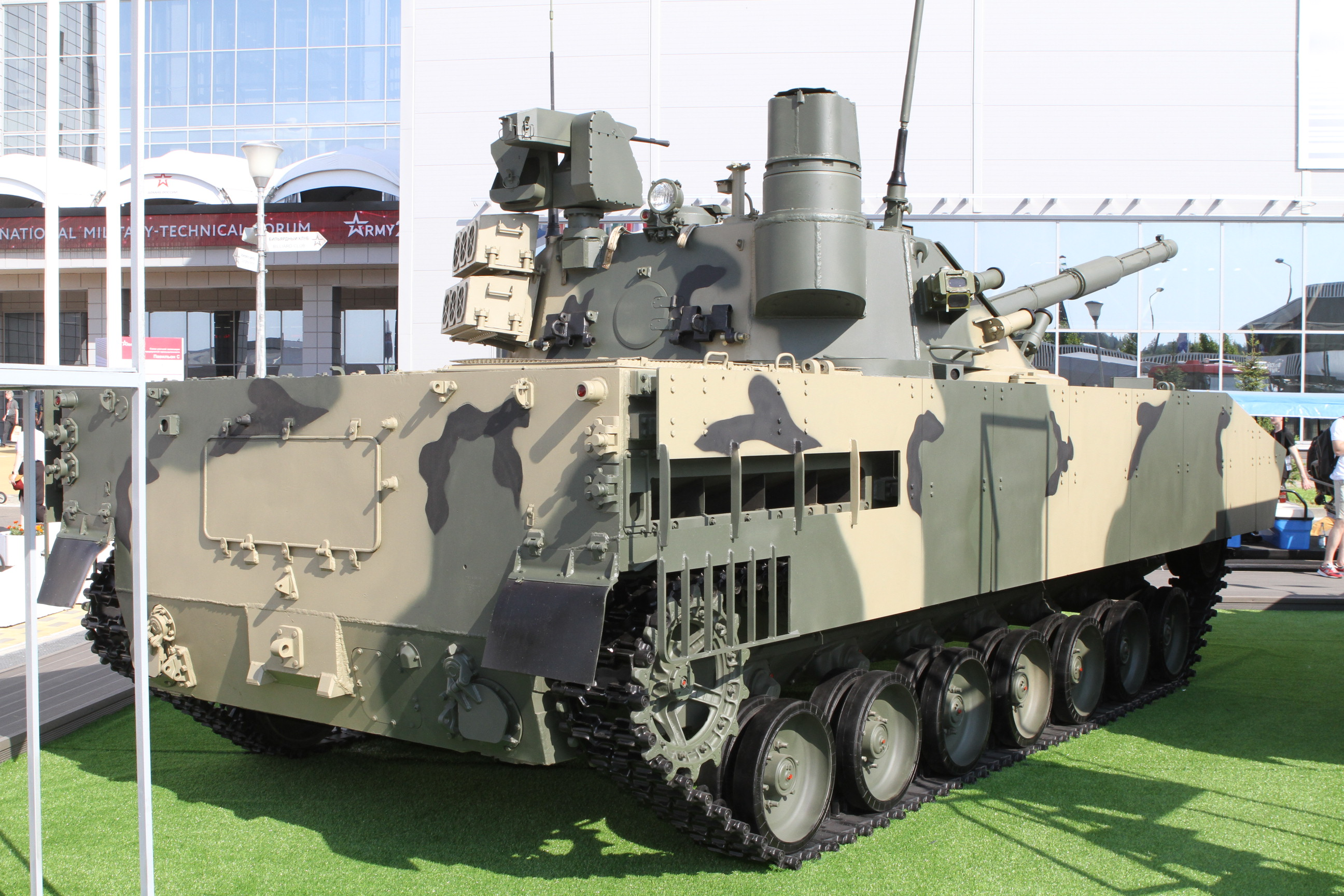
Le 2S25M Sprout-SDM1 se différencie du 2S25 Sprout SD original par ses galets de roulement, sa caisse dérivée du BMD-4M, son tourelleau téléopéré et son viseur panoramique montés sur sa tourelle.
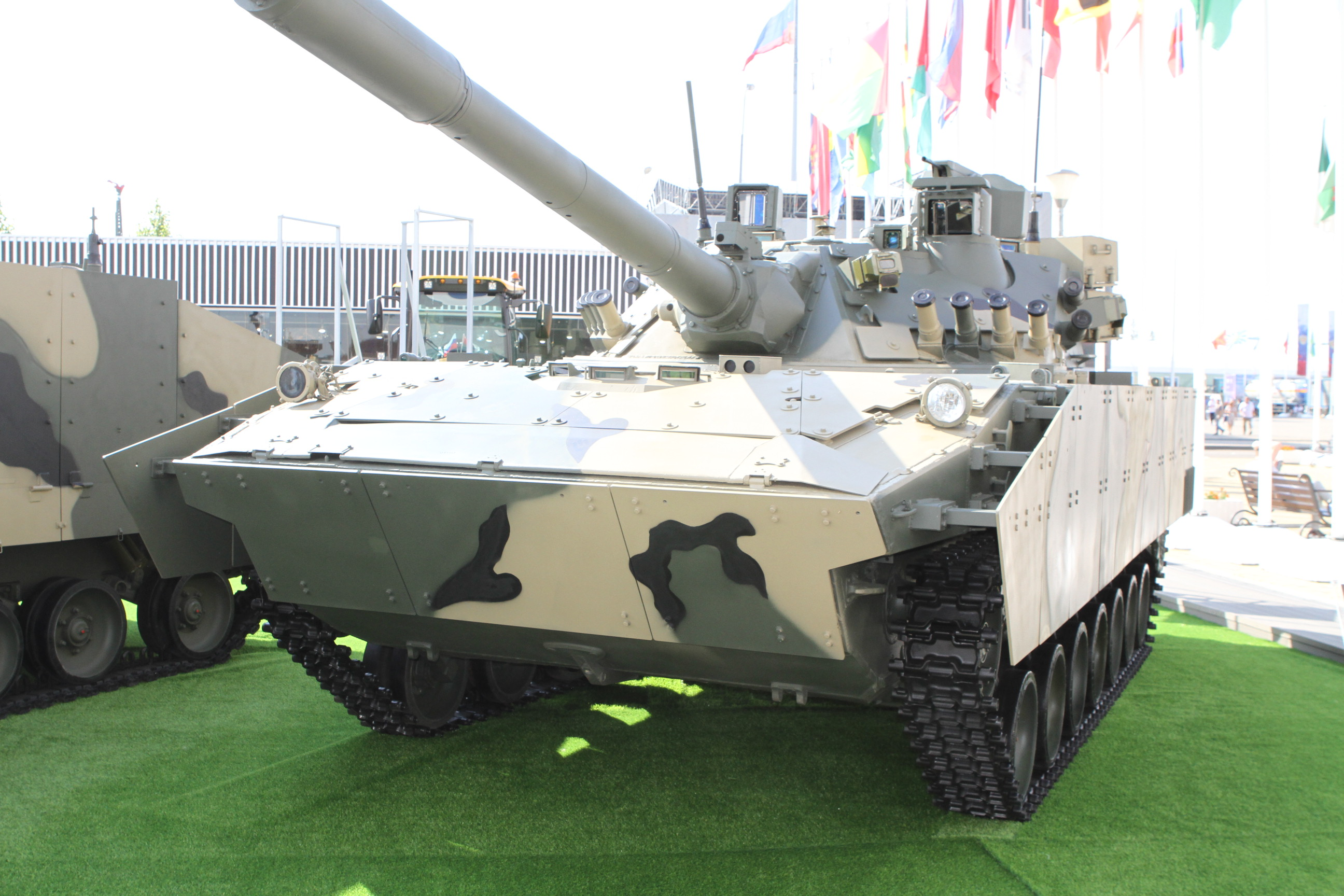
Un 2S25M Sprout-SDM1 avec un blindage rapporté exposé au salon international d’armement Army 2022, en août 2022.